# Розумницька сільська рада
| Розумницька сільська рада — колишній орган місцевого самоврядування у Ставищенському районі Київської області з адміністративним центром у с. Розумниця. Історична дата утворення: 21 липня 1994 року. Сільській раді були підпорядковані населені пункти: - с. Розумниця |

## Склад ради
Рада складалась з 14 депутатів та голови.

### Керівний склад ради
| ПІБ                   | Основні відомості                                                                 | Дата обрання | Дата звільнення |
| --------------------- | --------------------------------------------------------------------------------- | ------------ | --------------- |
| Швець Андрій Іванович | Сільський голова, 1954 року народження, освіта, член Комуністичної партії України | 26.03.2006   | 31.10.2010      |

Примітка: таблиця складена за даними джерела